# Il castello della morte
(dal paragrafo 165)
Il castello della morte (titolo originale Castle Death) è un librogame dello scrittore inglese Joe Dever, pubblicato nel 1986 a Londra dalla Arrow Books e tradotto in numerose lingue del mondo. È il settimo dei volumi pubblicati della saga Lupo Solitario. La prima edizione italiana, del 1987, fu a cura della Edizioni EL.

## Trama
Dopo aver recuperato la Pietra della Sapienza di Varetta, Lupo Solitario parte alla ricerca della seconda delle sette preziose gemme necessarie per raggiungere il massimo livello di saggezza del Ramastan. Essa si trova in possesso del malvagio Lord Zhada, temibile stregone asserragliato nell'inestricabile fortezza di Kazan-Oud (letteralmente “Castello della Morte”), localizzata nel mezzo di un lago nel paese di Dessi.
Lupo Solitario partirà alla volta della sinistra roccaforte ma, riuscito a entrare, verrà inevitabilmente catturato dall'oscuro Lord Zhada, disarmato e abbandonato in un infernale labirinto costellato di creature demoniache, infide trappole, pericoli ed ostacoli di ogni sorta. Dopo mille peripezie, Lupo Solitario riuscirà finalmente ad evadere dal labirinto, recuperare la seconda Pietra della Sapienza, e distruggere il castello di Kazan-Oud.

## Sistema di gioco
Lupo Solitario può contare su doti tattiche (Combattività) e fisiche (Resistenza). Inoltre, dopo aver completato l e prime sei avventure da Maestro Ramas, può ora sfruttare la conoscenza di 4 tra le 10 nuove Arti Ramastan che forniscono un importante aiuto a seconda delle situazioni: Guerra, Controllo Animale, Medicina, Sparizione, Fiuto, Interpretazione, Raggio psichico, Scudo psichico, Difesa, Divinazione. Gli oggetti raccolti sono contenuti in uno zaino, ad eccezione degli oggetti "speciali". Il denaro, in Corone d'oro, è contenuto in una borsa.
I combattimenti si svolgono confrontando in primis i punteggi di Combattività di Lupo Solitario e dell'avversario, che generano un rapporto di forza positivo, negativo o neutro. Il lettore estrae un numero dalla "Tabella del Destino" (che equivale a un d10) e nella tabella Risultati di combattimento incrocia quella riga alla colonna del corrispondente rapporto di forza di quel combattimento, togliendo punti di Resistenza a se stesso e/o all'avversario.

## Oggetti

### Armi
Esistono 9 armi canoniche nei librigame di Lupo Solitario: Pugnale, Lancia, Mazza, Daga, Martello da Guerra, Spada, Ascia, Asta e Spadone. Le armi si troveranno nel mondo o si ruberanno ai cadaveri dei nemici. Il numero massimo di Armi che si può portare è due.
Si potrà anche usare un Arco con una faretra da sei frecce.

### Oggetti nello Zaino
Lo Zaino può contenere al massimo otto oggetti compresi i Pasti. Alcuni oggetti hanno un'utilità certa (pasti, pozioni magiche). Altri saranno utili in certe situazioni (chiavi).

### Oggetti Speciali
Non vanno nello Zaino e alcuni hanno un'utilità specifica altri sono falsi indizi che portano fuori strada.

### Denaro
Il denaro è espresso in Corone d'Oro , la moneta principale in queste zone del Magnamund. Si può portare un massimo di 50 Corone.

## Edizioni
- Joe Dever, Il castello della morte, traduzione di Alessandra Dugan, collana Librogame, Edizioni EL, 1987,  cap. 350, ISBN 88-7068-159-9.